# فرانکو پیزانو
فرانکو پیزانو (ایتالیایی: Franco Pisano؛ ‏ ۱۰ دسامبر ۱۹۲۲ – ۶ ژانویهٔ ۱۹۷۷) آهنگساز، تنظیم‌کننده و موسیقی‌دان اهل ایتالیا بود.
از فیلم‌هایی که وی در آن‌ها نقش داشته‌است، می‌توان به سنبله، ثور، جدی اشاره نمود.